# Фінал кубка СРСР з футболу 1985
44-й фінал кубка СРСР з футболу відбувся на Центральному стадіоні в Москві 23 червня 1985 року. У грі взяли участь київське «Динамо» і донецький «Шахтар».

## Претенденти
- «Динамо» (Київ) — десятиразовий чемпіон СРСР (1961, 1966, 1967, 1968, 1971, 1974, 1975, 1977, 1980, 1981), шестиразовий володар кубка СРСР (1954, 1964, 1966, 1974, 1978, 1982), володар кубка володарів кубків (1975), володар суперкубка УЄФА (1975).
- «Шахтар» (Донецьк) — чотириразовий володар кубка СРСР (1961, 1962, 1980, 1983).

## Шлях до фіналу
| «Динамо» К        | «Динамо» К        | Етап    | «Шахтар»          | «Шахтар»          |
| ----------------- | ----------------- | ------- | ----------------- | ----------------- |
|                   |                   |         |                   |                   |
| Суперник          | Рахунок           | Плей-оф | Суперник          | Рахунок           |
| «Ністру»          | 4-2 (г)           | 1/16    | «Котайк» (Абовян) | 3-1 (г)           |
| «Динамо» (Москва) | 1-1, пен. 6-5 (д) | 1/8     | «Арарат»          | 2-1 (д)           |
| «Кайрат»          | 2-1 (д)           | 1/4     | «Дніпро»          | 2-1 (д)           |
| «Іскра»           | 3-0 (д)           | 1/2     | «Зеніт»           | 0-0, пен. 4-2 (д) |

На попередніх етапах у складах команд-фіналістів виступали:
«Динамо»: Михайло Михайлов, Віктор Чанов, Володимир Безсонов, Сергій Балтача, Олег Кузнецов, Анатолій Дем'яненко, Василь Рац, Павло Яковенко, Андрій Баль, Олександр Заваров, Ігор Бєланов, Олег Блохін, Іван Яремчук, Василь Євсєєв, Вадим Євтушенко, Вадим Каратаєв, Олексій Михайличенко, Віктор Хлус, Михайло Олефіренко.
«Шахтар»: Валентин Єлінскас, Сергій Покидін, Віктор Смігунов, Анатолій Раденко, Олег Смолянинов, Ігор Василюк, Валерій Гошкодеря, Сергій Ященко, Валерій Рудаков, Михайло Соколовський, Сергій Морозов, Сергій Акименко, Ігор Петров, Сергій Кравченко, Олександр Сопко, Ігор Симонов, Володимир Пархоменко, Віктор Грачов, Олексій Варнавський, Сергій Журавльов.

## Деталі матчу
| 23 червня 1985 |

| «Динамо» (Київ)                         | 2 – 1    | «Шахтар» (Донецьк) |
| --------------------------------------- | -------- | ------------------ |
| Анатолій Дем'яненко 56' Олег Блохін 58' | Протокол | Сергій Морозов 68' |

| Центральний стадіон (Москва) Глядачів: 53 200 Арбітр: Валерій Бутенко (Москва) |

| ДИНАМО               |                     |     |
|                      |                     |     |
| ВР                   | Михайло Михайлов    |     |
| ЗХ                   | Володимир Безсонов  |     |
| ЗХ                   | Сергій Балтача      |     |
| ЗХ                   | Олег Кузнецов       |     |
| ЗХ                   | Анатолій Дем'яненко |     |
| ПЗ                   | Василь Рац          |     |
| ПЗ                   | Павло Яковенко      | 88' |
| ПЗ                   | Андрій Баль         |     |
| ПЗ                   | Олександр Заваров   | 88' |
| НП                   | Ігор Бєланов        | 55' |
| НП                   | Олег Блохін         |     |
| Заміни:              |                     |     |
| ПЗ                   | Іван Яремчук        | 55' |
| ЗХ                   | Василь Євсєєв       | 88' |
| НП                   | Вадим Євтушенко     | 88' |
| Тренер:              |                     |     |
| Валерій Лобановський |                     |     |

| ШАХТАР       |                      |     |    |
|              |                      |     |    |
| ВР           | Валентин Єлінскас    |     |    |
| ЗХ           | Олексій Варнавський  |     |    |
| ЗХ           | Олександр Сопко      |     |    |
| ЗХ           | Сергій Покидін       |     |    |
| ЗХ           | Сергій Журавльов     | 61' |    |
| ПЗ           | Валерій Рудаков      |     |    |
| ПЗ           | Сергій Ященко        |     |    |
| ПЗ           | Михайло Соколовський | 58' |    |
| НП           | Сергій Акименко      | 46' |    |
| ПЗ           | Валерій Гошкодеря    |     |    |
| НП           | Віктор Грачов        |     |    |
| Заміни:      |                      |     |    |
| НП           | Сергій Кравченко     | 46' |    |
| ПЗ           | Ігор Петров          | 58' |    |
| НП           | Сергій Морозов       | 61' | ЖК |
| Тренер:      |                      |     |    |
| Віктор Носов |                      |     |    |